# Чилембве, Джон
Джон Чилембве (англ. John Chilembwe, 1871 — 3 февраля 1915) — один из основателей национально-освободительного движения в Ньясаленде (ныне Малави). 
Получив образование в американском теологическом колледже и став священником, основал в 1900 году баптистскую миссию в Ньясаленде. Выступал против колониальной отсталости, расизма, за освобождение и приобретение страной независимости от Великобритании. Вскоре после начала Первой мировой войны выступил в 1915 году как организатор восстания за независимость, которое, не получив достаточной поддержки населения, было подавлено, а сам Джон Чилембве был застрелен полицией.
Ньясаленд обрёл независимость в 1964 году, взяв новое имя Малави.

## Увековечивание памяти
- В наши дни малавийские граждане каждый год 15 января отмечают День памяти Джона Чилембве как национальный праздник независимости.
- На всех банкнотах последней серии 1997 года на лицевой стороне изображён портрет Джона Чилембве.